# Olpidium brassicae
Olpidium brassicae este o specie de ciuperci din clasa Chytridiomycetes, ordinul Chytridiales, familia Olpidiaceae.
Corpul vegetativ al ciupercii este un gimnoplast uninucleat intracelular, care la înmulțirea asexuată se transformă holocarpic într-un zoosporangiu cu zoospori uniflagelați. Prin zoospori se realizează infecția primară și secundară. În momentul în care intervin condiții nefavorabile pentru dezvoltare, ciuperca trece la înmulțire sexuată, formând spori de rezistență, capabili să se păstreze în sol timp îndelungat.

## Putrezirea și căderea răsadului
Olpidium brassicae produce una dintre cele mai păgubitoare și răspândite boli ale tutunului în răsadnițe, mai rar în câmp deschis. Boala are caracter complex, fiind cauzată de condiții nefavorabile pentru dezvoltarea răsadului și de atacul unor microorganisme parazite facultative de sol.

### Patografia bolii
Semnele patografice ale bolii pot fi diferite în funcție de specia microorganismului care participă în procesul patologic, însă în linii generale boala provoacă pieirea răsadului de tutun în timp de câteva zile.
Ciuperca Olpidium brassicae atacă rădăcinile, cauzând înnegrirea și putrezirea lor. Ca rezultat partea aeriană se îngălbenește, apoi cade și putrezește.
În cazul speciei Pythium de baryanum atacul poate fi foarte timpuriu, astfel că germenii putrezesc în sol. La plantele răsărite, în zona coletului apare o pată întunecată, care se extinde în sus spre frunze, apoi spre rădăcini, determinând înnegrirea și putrezirea lor.
Simptomele cauzate de ciuperca Rhizoctonia solani sunt asemănătoare cu cele produse de Pythium de baryanum, însă apar mai târziu, în faza de 4–6 frunze.
După viteza de desfășurare a procesului patologic, pe primul loc se află ciuperca Phytophthora nicotianae, plantele infectate pot pieri într-o singură noapte. Spre deosebire de celelalte specii participante, Phytophthora nicotianae atacă frunzele, formând pete nedelimitate, de culoare verde-închisă, apoi întunecată, care se extind de la vârf spre tulpină.
Indiferent de specia patogenului, boala provoacă putrezirea rădăcinilor și a părții aeriene a plantelor. Boala se dezvoltă sub formă de focare, lăsând goluri în răsadnițe.
Boala este cauzată de mai multe specii de ciuperci, după cum urmează:   
Pythium de baryanum, cl. Oomycetes, ord. Peronosporales, fam. Pythiaceae. Corpul vegetativ este un miceliu unicelular, ramificat, intracelular. Asexuat se înmulțește prin zoospori biflagelați, iar la înmulțirea sexuată formează oospori, care în timpul iernii rezistă în sol. Se dezvoltă în condiții de umiditate înaltă a solului și temperaturi mai joase de 20*C.
Rhizoctonia solani, cl. Deuteromycetes, ord. Myceliales, este forma sterilă a ciupercii bazidiomicete Hypochnus solani. Are miceliu multicelular, hialin sau brun, ramificat sub unghiuri drepte. Pe organele subterane și în sol formează scleroți neregulați, care servesc ca sursă de infecție. Se dezvoltă la umiditate înaltă și temperaturi mai mari de 20*C.
Phytophthora nicotianae, cl. Oomycetes, ord. Peronosporales, fam. Phytophthoraceae. Corpul vegetativ este un sifonoplast cu hife subțiri, ramificate, hialine. Trăiește inter- și intracelular, fructificația asexuată iese prin stomate. Zoosporangii pot germina printr-un filament de miceliu sau prin zoospori. În urma procesului de oogamie se formează oospori care iernează în resturile vegetale.
Boala este favorizată de umiditate înaltă și aerisire necorespunzătoare a răsadnițelor, exces de azot în sol, semănături prea dese.